# Drum național 17D
Der Drum național 17D (rumänisch für „Nationalstraße 17D“, kurz DN17D) ist eine Hauptstraße in Rumänien.

## Verlauf

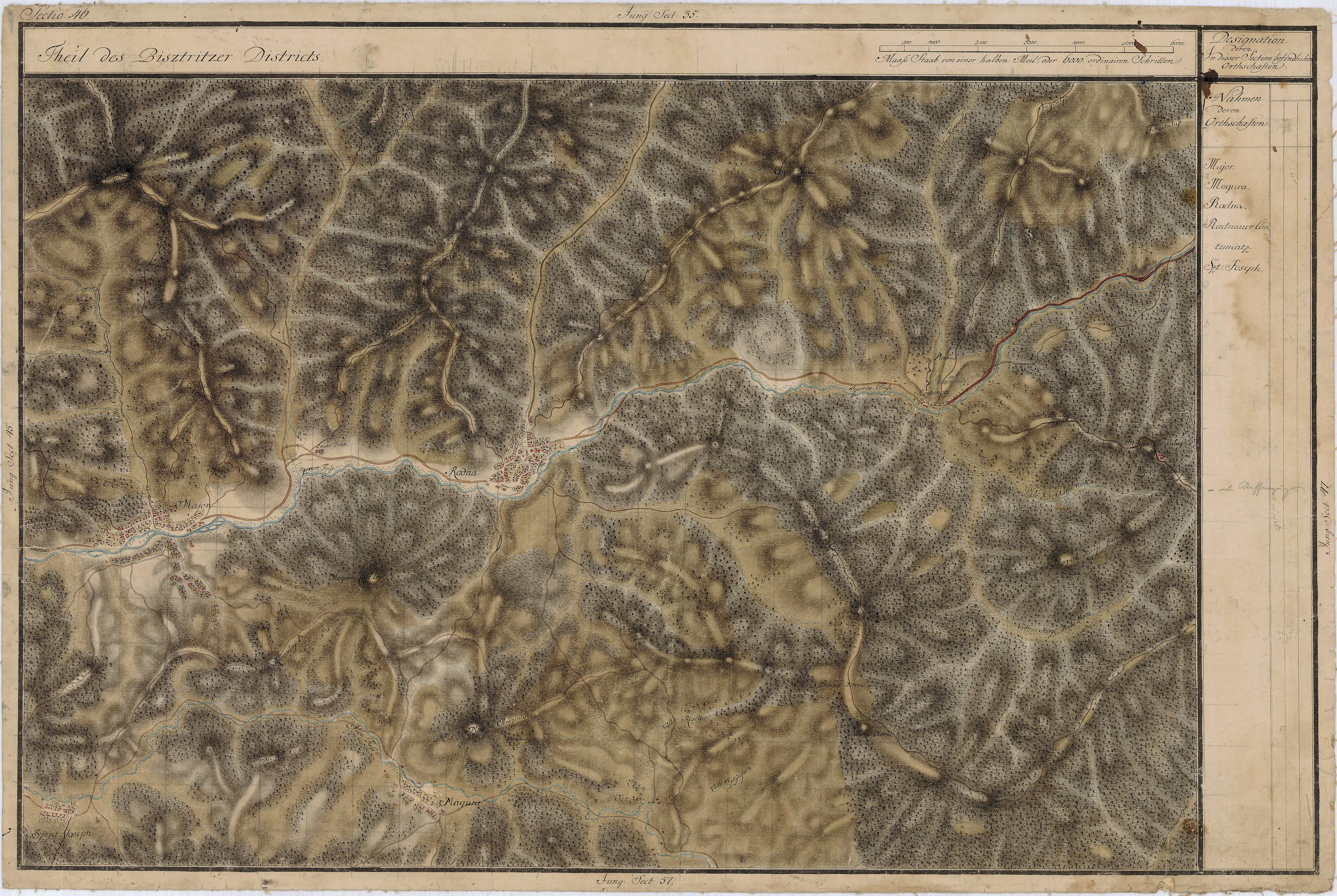
Umgebung von Rodna in der Josephinischen Landaufnahme (1776)

Die Straße zweigt bei Beclean (Betlen) nach Nordosten vom Drum național 17 (Europastraße 58) ab und führt im Tal des Someșul Mare aufwärts über Salva, wo der Nordast des Drum național 17C abzweigt, gemeinsam mit dem DN17C nach Năsăud, wo sich der DN17C wieder trennt, und am Ostrand des Nationalparks Rodna-Gebirge entlang durch den Badeort Sângeorz-Băi und durch Rodna über den Pass Pasul Rotunda (1271 m; ⊙) in die Gemeinde Cârlibaba, wo sie nördlich der Bistrița rund 8 km westlich des Orts auf den Drum național 18 trifft und an diesem endet.
Die Länge der Straße beträgt rund 98 Kilometer. Die letzten 18 km vor Cârlibaba sind noch nicht asphaltiert.